# Qasr Abu Hadi
Qasr Abu Hadi (in arabo قصر ابو هادي‎?, Qaşr Abū Hādī) è un villaggio libico della Tripolitania, di 4 890 abitanti nel 2006, sito nella Municipalità di Sirte (Shaʿbiyya Surt). Si trova 2 km a est della base aerea di Ghardabiya e 20 km a sud di Sirte.
È noto per essere il paese natale di Muʿammar Gheddafi.